# Anomaly Defenders
Anomaly Defenders – gra komputerowa typu tower defense. Należy do serii Anomaly i zamyka ją. Wyprodukowana została przez polskie studio 11 bit studios. Ukazała się 29 maja 2014 na PC, następnie system Android oraz iOS.

## Fabuła
Akcja przenosi nas do przyszłości, na planetę kosmitów. W odróżnieniu do poprzednich części, teraz to obcy muszą bronić się przed najazdem ludzkości. Aby ochronić swój gatunek przed likwidacją ze strony „złych” ludzi. Jako gracz wcielamy się w dowódcę sterującego nowoczesnymi maszynami należącymi do kosmitów.

## Rozgrywka
W Anomaly Defenders, twórcy postanowili wrócić do tradycyjnej formy tower defense. W poprzednich wersjach gracze skupiali się na ataku, jednak tutaj, postanowiono zaoferować rozgrywkę skupiającą się nie na ofensywie, lecz na obronie bazy przed wrogimi najeźdźcami. Aby utrudnić przedarcie się wroga przez nasze linie obrony, można rozbudowywać swoją bazę o kolejne konstrukcje, które występują w ośmiu rodzajach i mają sześć różnych funkcji ataku. Jeśli nasza siła okaże się zbyt słaba, istnieje możliwość ulepszania wież. Nowością jest fakt, że siły ludzkie przybywają z kilku kierunków, co dodatkowo komplikuje nam obronę głównej wieży. Gra w odróżnieniu od Anomaly 2 nie oferuje trybu multiplayer.

## Edycja i wydania
W dniu 29 maja 2014 r. rozpoczęła się sprzedaż gry Anomaly Defenders w wersji dla systemów Windows. Mac oraz Linux. Gra trafiła do sprzedaży na całym świecie w dystrybucji cyfrowej za pośrednictwem platformy Steam oraz Games Republic. 23 września 2014 r. firma umożliwiła zakup wersji na urządzenia z system Android, przez sklep Google Play. Dwa dni później trafiła do sprzedaży na iOS. (AppStore)